# Wind of Change (Scorpions)
Wind of Change è una ballata della rock band tedesca Scorpions. Composta nel 1990 dal cantante Klaus Meine, ispirato dai cambiamenti politici che si stavano allora verificando nell'Europa dell'Est, è riconosciuta come uno dei simboli della riunificazione della Germania. Nonostante ciò, Meine ha sostenuto che in realtà il brano è stato scritto prima della caduta del Muro di Berlino.
La canzone è inserita nell'album Crazy World, ma compare anche in versione dal vivo in Live Bites (1995), con la Berliner Philharmoniker in Moment of Glory (2000), e in versione unplugged in Acoustica (2001). Si tratta di uno dei singoli di maggior successo di tutti i tempi, con un totale di circa 14 milioni di copie vendute nel mondo. Nel proprio paese, in Germania, è il singolo più venduto di tutti i tempi, davanti a Yes Sir, I Can Boogie delle Baccara.

## Genesi e contesto

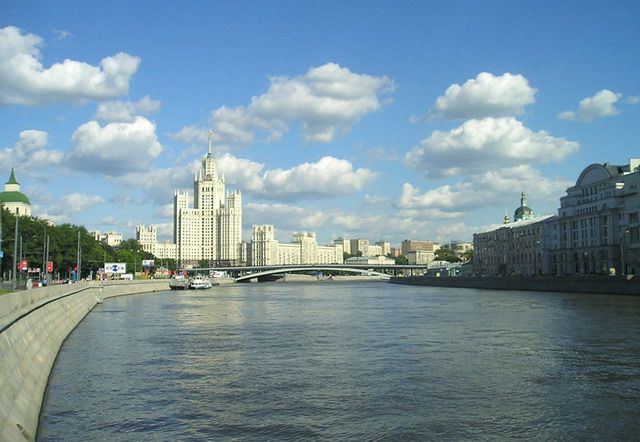
Il fiume Moskva, citato nel testo

Nell'aprile del 1988 gli Scorpions pubblicarono il loro decimo album in studio, Savage Amusement. Seguì un tour mondiale di due anni, a supporto del disco, che prevedeva, tra le altre, dieci date a Leningrado, nell'allora URSS. In totale, più di 350.000 fan sovietici assistettero ai concerti degli Scorpions, e ciò permise loro di diventare il primo gruppo rock capace di penetrare nella "cortina di ferro"., anche se ci fu un precedente: il Live Magic dei Queen nel luglio del 1986 a Budapest.
Gli Scorpions si presentarono come resistenti passivi di fronte alla censura politica e agli ostacoli posti dal KGB alla libertà artistica. Durante uno di questi concerti, Klaus Meine si rivolse ironicamente al pubblico russo affermando: «Noi tedeschi, prima siamo venuti qui [in URSS] con i carri armati, ora con le chitarre, questa è la nuova Germania!»
Tale successo indusse le autorità sovietiche ad organizzare, assieme agli Scorpions, un festival per celebrare la caduta del regime comunista nel paese. Nell'agosto del 1989 fu dunque organizzato il Moscow Music Peace Festival allo Stadio Lenin di Mosca, dove gli Scorpions condivisero il palco con Bon Jovi, Ozzy Osbourne, Mötley Crüe ed altri, davanti a un pubblico di oltre 250.000 sovietici.
Fu proprio il soggiorno in URSS a far venire a Klaus Meine la prima ispirazione per comporre Wind of Change. Il cantante cominciò a pensare al nuovo brano solo poche settimane dopo gli eventi menzionati. Anni dopo, dichiarò:
Durante l'esibizione allo Stadio Lenin, Meine sosterrà di aver visto i soldati dell'Armata Rossa piangere alle note di Holiday.

## Significato
La canzone celebra i cambiamenti politici in atto a quei tempi nell'Europa dell'Est - come la caduta del Muro di Berlino, l'aumento della libertà nel blocco comunista (che avrebbe presto portato alla distruzione dell'URSS), e la chiara imminente fine della guerra fredda.
Molti ascoltatori non particolarmente pratici ed esperti di Mosca, sono spesso confusi dal significato dei primi versi della canzone, che sono:
(Scorpions, Wind of Change)
Moskva è il nome del fiume che attraversa Mosca, e il Gorky Park è un parco verde di Mosca, situato proprio sulla sponda del fiume Moskva. Molti moscoviti amano percorrere l'esteso camminamento del parco lungo le rive del fiume. Gli Scorpions trassero ispirazione nella composizione di Wind of Change durante la loro visita a Mosca del 1989, e decisero quindi di includere nel brano i riferimenti di cui sopra.

Il testo contiene anche un riferimento alla balalaika, un popolare strumento russo a corde, simile a una chitarra. La balalaika è menzionata nel versetto seguente: 
(Scorpions, Wind of Change)

## La canzone
Wind of Change inizia con Klaus Meine che fischia accompagnato solo dal chitarrista solista Matthias Jabs. Poi entrano Rudolf Schenker (che in questa canzone usa una chitarra acustica), insieme al bassista Francis Buchholz e al batterista Herman Rarebell. Il ritornello è piuttosto lungo e si arriva quasi subito all'assolo eseguito dal chitarrista Rudolf Schenker, Wind of Change è una delle poche canzoni dove l'assolo viene eseguito dal chitarrista ritmico Rudolf Schenker anziché Matthias Jabs. Il basso di Francis Buchholz è decisamente sonoro e si fa sentire solo al momento del ritornello, come anche la batteria di Herman Rarebell.

## Il video
Il videoclip del brano è stato girato durante il concerto degli Scorpions al Deutschlandhalle di Berlino, nel dicembre del 1990. Alternate alle immagini del gruppo, ci sono alcuni filmati che mostrano eventi e personalità importanti di quel periodo, tra cui la caduta del Muro di Berlino, l'incidente della superpetroliera Exxon Valdez, la protesta di piazza Tienanmen e il Rivoltoso Sconosciuto, Nelson Mandela, Lech Wałęsa e Papa Giovanni Paolo II. Sono mostrati anche due importanti eventi musicali ai quali han preso parte gli Scorpions stessi: il Moscow Music Peace Festival (1989) e The Wall - Live in Berlin (1990).

## Traduzioni
Wind of Change è stata anche tradotta dall'inglese ad altre tre lingue, ossia in italiano (Ridi), in russo (Ветер Перемен) e in spagnolo (Vientos de Cambio). La versione russa fu eseguita dalla band davanti al segretario comunista Mikhail Gorbachev.

## Tracce CD
1. Wind of Change
2. Restless Nights
3. Big City Nights (live in Moscow)

## Formazione
- Klaus Meine - voce
- Rudolf Schenker - chitarra ritmica, cori
- Matthias Jabs - chitarra solista, cori
- Francis Buchholz - basso
- Herman Rarebell - batteria

altri musicisti
- Koen van Baal, Robbie Buchanan – tastiere

## Classifiche

### Classifiche settimanali
| Classifica (1991)             | Posizione massima |
| ----------------------------- | ----------------- |
| Australia                     | 7                 |
| Austria                       | 1                 |
| Belgio (Fiandre)              | 2                 |
| Canada                        | 10                |
| Cile                          | 1                 |
| Danimarca                     | 1                 |
| Europa                        | 1                 |
| Francia                       | 1                 |
| Germania                      | 1                 |
| Giappone                      | 56                |
| Irlanda                       | 2                 |
| Israele                       | 1                 |
| Norvegia                      | 1                 |
| Nuova Zelanda                 | 17                |
| Paesi Bassi                   | 1                 |
| Polonia                       | 1                 |
| Regno Unito                   | 2                 |
| Stati Uniti                   | 4                 |
| Stati Uniti (mainstream rock) | 2                 |
| Stati Uniti (radio)           | 9                 |
| Svezia                        | 1                 |
| Svizzera                      | 1                 |

### Classifiche di fine anno
| Classifica (1991) | Posizione |
| ----------------- | --------- |
| Australia         | 43        |
| Austria           | 1         |
| Belgio (Fiandre)  | 2         |
| Canada            | 94        |
| Francia           | 3         |
| Germania          | 1         |
| Paesi Bassi       | 8         |
| Stati Uniti       | 39        |
| Svizzera          | 1         |

### Classifiche di fine decennio
| Classifica (1990–1999) | Posizione |
| ---------------------- | --------- |
| Austria                | 4         |
| Germania               | 1         |

## Nella cultura di massa
- Wind of Change è inserita nel videogioco SingStar Rocks!.
- È suonata come canzone finale del film tedesco Manta Manta.
- La Coca-Cola nel 1990 usò Wind of Change in una sua pubblicità.
- È il singolo più venduto di tutti i tempi di una band tedesca all'estero.
- Esiste la versione italiana di questa canzone, cantata da Fiorello, dal titolo Ridi, contenuta nell'album Finalmente tu del 1995. Il testo è scritto da Fiorello e non è una traduzione del testo originale: parla infatti di una coppia che ritorna insieme.
- Ne esiste una versione di Mina incisa inizialmente nel disco Mina per Wind 2º volume e poi in Riassunti d'amore - Mina Cover.
- I Gregorian hanno reinterpretato la canzone usando il canto gregoriano.
- Wind of Change è inserita in una puntata della famosa serie Chuck. L'episodio è Chuck vs. la Seduzione Impossibile ed è il 14º della quarta stagione della serie.
- Wind of Change è inserita in un trailer di Call of Duty: Black Ops.
- Wind of Change è inserita nel film The Interview.
- Questa band ha collaborato con Yoshiki su Wind of Change nel film documentario del 2023 Yoshiki: Under the Sky.[51]
- Ne esiste una versione cantata dal celebre tenore José Carreras in compagnia di Klaus Meine.